# Enric Masó i Vázquez
Enric Masó i Vázquez (Barcelona, 1924 - Barcelona, 2009) fou un enginyer, empresari i polític català.
Com a enginyer industrial, va fer classes a la Universitat de Nova York. Membre fundador i vicepresident del Banc Industrial de Catalunya, va ser president i conseller de nombroses empreses i associacions internacionals: Infraestructures, SA., Kolster Ibérica, Emerson Electrónica, Cecsa, Bedaux Española, CASA, Associació Aeronàutica d'Europa, etc. Fou alcalde de Barcelona entre 1973 i 1975, i durant el seu mandat es va crear l'Entitat Municipal Metropolitana de Barcelona (1974).
Morí el 17 de novembre de 2009 a Barcelona (Barcelonès) a l'edat de 85 anys.